# Koralowa Śieżka
Koralowa Śieżka (niem. Korallensteinweg)  – droga leśna w Karkonoszach na terenie Karkonoskiego Parku Narodowego.
Ścieżka leśna długości 5,5 km na wysokości 630–1350 m n.p.m. biegnąca ze wsi Jagniątków na Czarną Przełęcz doliną potoku Wrzosówka obok grupy skalnej Paciorki. Przecina Ścieżkę nad Reglami.

## Szlaki turystyczne
Biegną tędy szlaki tyrystyczne:
- niebieski: Jagniątków -  Czarną Przełęcz[1].